# Lipsothrix ecucullata
Lipsothrix ecucullata là một loài ruồi trong họ Limoniidae. Chúng phân bố ở miền Cổ bắc.